# Champex-Lac
Champex-Lac o Champex es un pueblo y destino turístico del cantón suizo del Valais, municipio de Orsières.
Se encuentra a 1470 msm. Tiene un lago. Es conocido por ser un paraje con un paisaje idílico.

## Geografía
Situado a 1500 msm entre el Pico Le Catogne (2598 msm) y La Breya (2200 msm), al pie del Macizo del Mont Blanc. El pueblo de Champex está junto a un lago de montaña. Es punto de partida de numerosas rutas alpinas a pie, y da acceso a algunos refugios de montaña como el Refugio de Orny y la Cabaña del Trient. El complejo alpino Champex-Lac es una etapa de paso de la ruta denominada Vuelta al Mont Blanc, en dirección del Valle d'Arpette o de Bovine.

## Historia
Champex era una zona de pastizales de verano de media altitud, que tenía construcciones para el ganado.
El desarrollo turístico se inició en 1892 con la construcción del hôtel de la Poste. Se accedía a Champex con carruajes de caballos partiendo de Martigny. En 1907 el complejo cuenta con 9 hoteles y con más de 500 camas en total. Entonces era visitado sobre todo en verano, ofreciendo actividades como el piragüismo, excursiones, tenis y pesca de la trucha.
La actividad turística inviernal se desarrolla a partir de la década de 1950 con la construcción en 1952 del telesilla de La Breya.

## Turismo
En Champex-Lac se ubica el jardín botánico alpino Flore-Alpe, bien cultural de importancia nacional de Suiza. Era un fortín de artillería y fue construido bajo la montaña de Le Catogne entre 1940 y 1943. Este fuerte de más de 600 m de galerías y 4 búnkeres con sus correspondientes cañones lo utilizó el ejército suizo hasta 1988. Hoy es visitable.